# 京城四少
《京城四少》是中华电视公司（华视）出品的八点档国语连续剧，製作單位是冠眾傳播，制作人是林柏川、刘灿荣，编剧为王蕙玲，导演为赖水清。首播于1991年9月23日，共53集。该剧当年播出盛况空前，1992年获得第27屆金鐘獎電視金鐘獎戲劇節目獎連續劇類。

## 剧情简介
一组四合为一的和闐寶玉使一官宦之家父子离散、骨肉分离，而这组宝玉又使一青楼女子背负仇恨渡過餘下的青春。
清末，回部将军霍刚遭小人陷害，以通番谋反的罪名被滅族；其未满月的幼女霍小雪被奶娘救起，幸免遇难，成为霍家唯一的血脉。从此，小雪由奶娘抚养，并在心底种下仇恨的火种，发誓要为霍家报仇血恨。当时身在回疆的童大人虽为霍将军好友，但不得不奉旨监斩而半生愧疚。
而后童大人在调职回北京途中，遭到以河西大盗胡笑天为首的土匪打劫，兩方厮杀，童家四位幼子中，除未满月的童玉官外，其它三子均告失蹤；给童家留下的唯一希望就是分别带在他们身上的那组的和闐寶玉，希望将来能够凭着玉而一家團聚。二十年后，同在京城长大的童家四少，在各种巧遇之后相识相知，并各自追寻不同的人生目标。

## 演员
| 演员   | 角色     | 备注                                   | 粵語配音 |
| 刘德凯 | 古人杰   | 童玉贤，童家大少                       | 李家輝   |
| 吴少刚 | 杜立寒   | 童玉儒，童家二少                       | 雷霆     |
| 张晨光 | 铁蛋     | 童玉孝，童家三少                       | 陳旭明   |
| 汤志伟 | 童玉官   | 童家四少                               | 羅偉傑   |
| 王玉玲 | 叶雨桐   | 与古大少相爱                           | 譚淑嫻   |
| 俞小凡 | 殷小钗   | 霍小雪，霍家遗孤                       | 黃玉娟   |
| 方芳   | 九姨娘   | 百花楼总管，养铁蛋                     | 譚淑英   |
| 金超群 | 古庆三   | 当年的土匪头子胡笑天，收养古人杰       | 梁有恒   |
| 雷鸣   | 德仰仲   | 朝廷内务府总管，当年残害霍刚一家的元凶 | 盧傑群   |
| 欢欢   | 柳芽儿   | 从小和铁蛋一起长大，嫁给玉官           | 周文瑛   |
| 顾宝明 | 柳云天   | 当年童家被劫时的镖师，喜欢九姨娘       | 曾秉輝   |
| 傅雷   | 童善     | 四少的父亲                             | 陸頌愚   |
| 曾亚君 | 二娘     |                                        |          |
| 张诗涵 | 德锦云   | 德家三小姐，嫁给古人杰                 | 龍德瓊   |
| 郑少峰 | 杜老爹   | 当年土匪之一，收养杜立寒               | 舒啟寬   |
| 梁学忠 |          | 古大少的跟班                           |          |
| 王彼得 | 叶牧师   |                                        | 劉文光   |
| 李又麟 | 货郎李三 |                                        |          |
| 王利   | 奶娘     |                                        | 姚天麗   |
| 吳世陽 | 來春     | 百花楼夥計                             |          |

## 剧中歌曲
- 主题曲《瀟灑走一回》，作词：陈乐融、王蕙玲，作曲：陈大力、陈秀男，演唱：葉蒨文
- 片尾曲1《心痛》，作詞、作曲、演唱：王傑
- 片尾曲2《当时年纪小》，作词：蒋东良，作曲、演唱：林子祥
- 插曲《回首梦已远》，作词：蒋东良，作曲、演唱：林子祥
- 插曲《至少还有我在乎》，作词：陈乐融，作曲：陈大力，演唱：林子祥
- 插曲《我們的愛這麼難》，作詞：陳樂融，作曲：陳大力、陳秀男，演唱：葉蒨文
- 插曲《男兒當自強》，作詞：黃霑，編曲：戴樂民，演唱：林子祥，改編自古琵琶曲《將軍令》，後作為電影黃飛鴻主題曲。柳雲天出發去回疆時播出。

## 最多主題曲插曲
1. 瀟灑走一回（片頭）葉倩文
2. 記得當時年紀小（鉄蛋小釵憶童年）林子祥
3. 京韻大鼓（九姨娘百花樓）
4. 男兒當自強（柳雲天出發回彊時）林子祥
5. 我們的愛這麼難（小釵立寒逃出時）葉倩文
6. 回首夢己遠（52集胡笑天自盡時）林子祥
7. 至少還有我在乎（鉄蛋守小釵）
8. 心痛（片尾）王傑

## 获奖与提名
- 获得金钟奖最佳戏剧奖
- 张晨光获得金钟奖最佳男演员奖
- 主題曲《瀟灑走一回》獲得第4屆金曲獎最佳年度歌曲獎